# Балакирев, Николай Валерьевич
Никола́й Вале́рьевич Бала́кирев (укр. Микола Валерійович Балакірєв, 31 мая 1950, Мичуринск, Тамбовская область, РСФСР, СССР — 21 января 2023) — советский и украинский политический деятель, исполнявший обязанности городского головы города Николаев с марта по июнь 2000 года.

## Биография
Николай Балакирев родился 31 мая 1950 года в городе Мичуринске Тамбовской области в семье военнослужащего. В 1972 году окончил Одесский политехнический институт по специальности «промышленная теплоэнергетика». С того же года проживал в Николаеве. Работал помощником мастера, сменным инженером на судостроительном заводе «Океан». В 1996 окончил Национальную юридическую академию имени Ярослава Мудрого.

## Политическая деятельность
С 1984 по 1987, с 1990 по 1992 работал заместителем, первым заместителем председателя Центрального райисполкома. С 1998 по 2000 год — первый заместитель городского головы Анатолия Олейника, с 2000 по 2002 год — городского головы Владимира Чайки. С 2002 по 2005 год — заместителем председателя Николаевской облгосадминистрации. В 2006 году на выборах в горсовет возглавлял собственный «Блок Балакирева». В 2007—2009 годах — начальник территориального управления Государственной инспекции по энергосбережению в Николаевской области.

## Головство
26 февраля 2000 года после тяжёлой болезни умер городской голова Николаева Анатолий Олейник. 3 марта 2000 года на внеочередной сессии Николаевского городского совета Николай Балакирев, как первый заместитель Олейника, был назначен исполняющим обязанности городского головы. На внеочередных выборах, состоявшихся 11 июня 2000 года, Николай Балакирев поддержал кандидатуру Владимира Чайки. После победы Чайки на выборах, Балакирев остался на должности первого заместителя.

## Награды
В соответствии с Указом Президента Украины № 1076/2009 от 18 декабря 2009 года награждён Орденом «За заслуги» 3-й степени.